# Parabemisia lushanensis
Parabemisia lushanensis es un hemíptero de la familia Aleyrodidae, con una subfamilia: Aleyrodinae.
Fue descrita científicamente por primera vez por Ko & Luo en 1999.